# Lamberk (zámek)

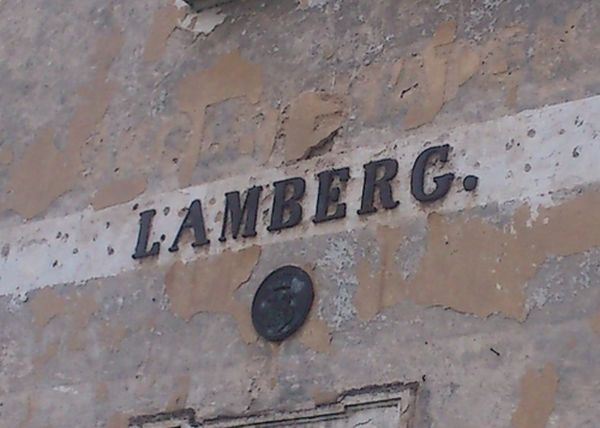
Erb a nápis v hlavním průčelí budovy

Zámek Lamberk (Lamberg) je nevelký barokní zámeček, který leží asi 1 km severozápadně od města Olešnice v Jihomoravském kraji. Jedná se o kulturní památku. Dvůr objektu má téměř ideální tvar šestiúhelníku, který tvoří hospodářské budovy a z jihovýchodní strany pak zámek. Je to patrová barokní budova s hodnotným vstupním portálem v nádvoří, nad nímž byl dříve umístěn litinový erb hrabat Honrichsů, posledních šlechtických majitelů kunštátského panství, v posledních letech odcizený. Stejný erb je vsazen také na ploše hlavního průčelí. Architektonickou hodnotu objektu částečně znehodnotily modernizační úpravy a především dlouhodobě zanedbaná údržba. Vlastní budovy zámku a navazujících křídel stájí se však dochovaly téměř v autentické podobě.

## Historie
Zámek dal kolem roku 1700 postavit majitel kunštátského panství hrabě Jan Maxmilián Lamberg (1678–1733). Již tehdy tvořil spolu s hospodářskými budovami uzavřený komplex šestiúhelného půdorysu. Dvůr se zámkem nahradil starší objekt tzv. Černohausova dvora, vystavěného úředníkem kunštátského panství Davidem Černohausem z Neudorfu na počátku 17. století. Zámek byl částečně přestavěn v průběhu třetí čtvrtiny 18. století a současně ztratil dosavadní rezidenční charakter. Nadále sloužil především jako lesní úřad kunštátského panství. V budovách bydlelo úřednictvo kunštátského velkostatku. Patrová barokní budova byla v minulosti částečně modernizována na byty, sklady a kanceláře, modernizace se však nedotkla interiéru přízemí, kde se dochovaly původní klenby z přelomu 17. a 18. století. Ve druhé polovině 20. století náležel zámek JZD a značně zchátral. Poté byl v nájmu holandské rodiny, která ze střešní krytiny vyráběla květináče a prodávala je do Holandska.

## Současný stav
Přízemí zámku a navazujícího severního obytného křídla je vybaveno vrcholně barokními výsečovými klenbami, patro je plochostropé, stejně jako obytné křídlo na jihu. Stájová křídla nesou pozdější valené a plackové klenební konstrukce. Částečně se dochovala vjezdová brána, ústící do dvora od západu. Další ze tří původních bran v severní části dispozice zanikla při přestavbě dvora ve 20. letech 20. století.
Objekt je veřejnosti nepřístupný. V současné době je zámek a dvůr Lamberk v soukromém vlastnictví a jeho majitelé ho opravují pro své vlastní potřeby.

## Zajímavosti
Interiéry zámku a prostor dvora byly na konci 90. let 20. století využity pro natočení jednoho z dílů známého televizního seriálu Četnické humoresky (Ferda Mravenec). Zde je možno spatřit klenutou místnost ve střední části dispozice (byt majitele statku) a polygonální hvězdicově zaklenutou prostoru ve zlomu křídel severně od hlavního vjezdu (byt děvečky).